# 天津市第五十二中学
天津市第五十二中学，始建于1955年，最初校址在天津市南开区一纬路。1958年，迁址到南开区双峰道校址位置。1980年，改建为天津市外国语职业中学。1986年，改为天津市外国语师范学校，隶属于天津市南开区教育局。1993年1月起，学校划归为天津市教育局直属师范学校。2000年，天津市外国语师范学校停办，校址划拨天津市幼儿师范学校（天津师范大学学前教育学院），师资并入新组建的天津中学。